# ダルナビル
ダルナビル（Darunavir, DRV）は、HIV/AIDSの治療および予防に使用される抗レトロウイルス薬である。一般的には、他の抗レトロウイルス薬との併用が推奨されている。ダルナビルの濃度を高めるために、低用量のリトナビルやコビシスタットと併用されることが多い。本剤は、針刺し事故やその他の曝露の可能性がある場合の予防に使用されることがある。1日1 - 2回、経口投与する。商品名は単味剤はプレジスタとプレジスタナイーブ、コビシスタットとの2剤合剤はプレジコビックス、コビシスタット・エムトリシタビン・テノホビル アラフェナミドとの4剤合剤はシムツーザと呼ばれている。
一般的な副作用には、下痢、嘔気、腹痛、頭痛、発疹、嘔吐などがある。重大な副作用としては、アレルギー反応、肝障害、中毒性表皮壊死症などの皮膚障害などが知られている。妊娠中の研究は充分ではないが、胎児への安全性は高いと考えられている。プロテアーゼ阻害薬（PI）の一種であり、HIVのプロテアーゼを阻害することで効果を発揮する。
ダルナビルは、2006年6月に米国で、2007年2月に欧州連合で、2007年11月に日本で医療用医薬品として承認された。世界保健機関（WHO）の必須医薬品リストにも登録されている。合剤のダルナビル・コビシスタットは、1錠で使用できる。

## 効能・効果
- HIV感染症[8][9]、HIV-1感染症[10]

単味剤または2剤合剤使用時は、他の抗HIV薬を併用しなければならない。
ダルナビルは、過去にHIV治療を受けたことがあるか否かにかかわらず、成人および青少年に対して米国Office of AIDS Research Advisory Council（DHHS）が推奨する治療オプションである。
当初承認時は、HIV既治療の患者を対象とした臨床試験が実施されており、HIV治療歴のある患者に対してのみ1日2回投与で有効性（リトナビル併用）が確認されていた。
HIV治療歴のない患者を対象とした研究が別途実施され、ダルナビルは1日1回の投与で96週間、ロピナビル・リトナビルと同等の効果を示した。HIV未治療患者への1日1回投与は、2008年10月21日にFDAより承認された。日本では2009年9月に発売された。他の抗レトロウイルス薬と同様に、ダルナビルはHIV/AIDSを治癒するものではない。
リトナビルとの併用により、3歳以上の成人および小児におけるヒト免疫不全ウイルス（HIV-1）感染症の治療を適応とし、他の抗レトロウイルス剤と組み合わせて使用される。

## 禁忌
ダルナビルは、下記の薬剤と併用禁忌である。
トリアゾラム、ミダゾラム、ピモジド、エルゴタミン・カフェイン・イソプロピルアンチピリン、ジヒドロエルゴタミン、エルゴメトリン、メチルエルゴメトリン、バルデナフィル、ブロナンセリン、シルデナフィル、タダラフィル、アゼルニジピン、アゼルニジピン・オルメサルタン メドキソミル、ルラシドン、アスナプレビル、ダクラタスビル・アスナプレビル・ベクラブビル、グラゾプレビル、リバーロキサバン
腎機能障害あるいは肝機能障害を持つ患者では、コルヒチンも禁忌となる。
2剤合剤および4剤合剤では併用禁忌薬は更に増える。

## 副作用
ダルナビルは、一般的に忍容性が高い。発疹が最も一般的な副作用である（7％）。その他の一般的な副作用には、下痢（2.3%）、頭痛（3.8%）、腹痛（2.3%）、便秘（2.3%）、嘔吐（1.5%）がある。また、ダルナビルはアレルギー反応を起こすことがあり、リトナビルにアレルギーのある患者はダルナビルにも反応することがある。
ダルナビルのようなプロテアーゼ阻害薬を服用している患者では、高血糖、糖尿病の発症または悪化、筋肉痛、圧痛または脱力感、血友病の患者の出血量の増加が報告されている。HIV治療薬を服用している患者の中には、脚、腕、顔の脂肪の減少、腹部やその他の内臓の脂肪の増加、乳房肥大、首の後ろの脂肪の塊など、体脂肪の変化が見られる場合がある。これらの症状の原因や長期的な健康への影響は不明である。

## 薬物相互作用
ダルナビルは、他の抗レトロウイルス剤、プロトンポンプ阻害薬やH2受容体拮抗薬といった制酸薬など、HIV/AIDS患者が一般的に服用している薬と相互作用する可能性がある。セイヨウオトギリソウは、代謝酵素CYP3Aによるダルナビルの分解を促進することで、ダルナビルの効果を低下させる可能性がある。

## 作用機序

ダルナビルとHIV-1プロテアーゼ間の水素結合。赤色の残基による結合は、HIV-1プロテアーゼとPIであるサキナビルとの間にも存在する水素結合を示す。青色の残基による水素結合はダルナビルに特有のものである。

ダルナビルは、非ペプチド系のプロテアーゼ（PR）阻害薬（PI）であり、多くの水素結合を介してPRの活性部位に留まる。HIV-1プロテアーゼとの相互作用を高め、HIV-1プロテアーゼの変異に対する耐性を高めるために開発された。ダルナビルのKd（解離定数）は4.5×10-12Mで、PRとの相互作用が非常に強く、解離定数は他のプロテアーゼ阻害薬の1⁄100 - 1⁄1000となっている。この強い相互作用は、ダルナビルとPRの活性部位の骨格との間の水素結合の増加に由来する（右図）。ダルナビルの構造は、これまでにFDAで開発・承認されたほとんどのPIよりも、PR活性部位との水素結合を多く作ることができる。更に、HIV-1プロテアーゼのバックボーンは、変異があっても空間的なコンフォメーションを維持している。ダルナビルはプロテアーゼのこの安定した部分と相互作用するため、PR-PI間の相互作用が変異によって破壊される可能性は低い。

ダルナビルを活性部位に持つPRのリボン構造。構造中の、水素結合を担う特定の残基が強調されている。触媒作用のあるアスパラギン酸25番と25'番はオレンジ色、その他の相互作用する残基は緑色で表示されている。

### 触媒部位
HIV-1プロテアーゼの化学的活性は、ホモ二量体の各コピーに由来する活性部位の2つの残基、Asp25とAsp25'に依存している。ダルナビルは、これらの触媒アスパラギン酸と活性部位のバックボーンと水素結合で相互作用し、特にAsp25、Asp25'、Asp29、Asp30、Asp30'、Gly27の各残基に結合する（右図と左図）。この相互作用により、ウイルスのポリペプチドが活性部位にアクセスするのを競合的に阻害し、このタンパク質の酵素部分と強く結合することで、ウイルスの複製を防ぐことができる。

## 承認
ダルナビルは、2006年6月に米国で、2007年2月に欧州連合（EU）で、2007年11月に日本で使用が承認された。
第一世代の臨床用阻害薬の開発は、水素結合と疎水性相互作用によってプロテアーゼ・リガンドの相互作用をより多く作り出すことに基礎を置いていた。FDAに承認された最初のHIVプロテアーゼ阻害薬は、野生型HIV-1プロテアーゼを標的として設計されたサキナビルであった。しかし、この阻害薬は、HIV-1プロテアーゼの構造上の耐性原因となる変異のために、もはや有効ではない。HIVのゲノムは可塑性が高いため、複数のHIV-1プロテアーゼ阻害薬に耐性を持つようになって来ている。サキナビル以降、FDAはダルナビルを含む複数のPIを承認している。

## 参考資料
- Guidelines for the Use of Antiretroviral Agents in Adults and Adolescents with HIV. Department of Health and Human Services. (18 December 2019).